# Hachelbich
Hachelbich è una frazione del comune tedesco di Kyffhäuserland.